# Andreaea apiculata
Andreaea apiculata är en bladmossart som beskrevs av R. Brown ter 1893. Andreaea apiculata ingår i släktet sotmossor, och familjen Andreaeaceae. Inga underarter finns listade i Catalogue of Life.